# Тернопільська загальноосвітня школа № 28
Тернопільська загальноосвітня школа І-ІІІ ступенів № 28 — середній освітній комунальний навчальний заклад Тернопільської міської ради в м. Тернополі Тернопільської області.

## Історія
Школа заснована в 1991 році.

## Сучасність
У 44 класах школи навчається 1330 учнів.
У школі діє інтегрований курс "Природничі науки" для 10-11 класів. Є класи, що працюють за програмою "Інтелект України". Викладають англійську та польську мови. В межах автономії школа користується авторською системою оцінювання знань учнів. Є багато гуртків та факультативних занять - шахи, театральне мистецтво, робототехніка, STEM-освіта, танці, спортивні секції. Є група продовженого дня та школа повного дня.
Активно запроваджують демократичні зміни. Школа бере участь у безлічі проєктів, до яких долучаються усі охочі. У навчальному закладі працює учнівське самоврядування, яке організовує багато цікавих заходів протягом навчального року. Вчителі ТЗОШ №28 проводять інтегровані уроки і впроваджують нові методи навчання.

## Педагогічний колектив
- Лілія Анатоліївна — директор
- Заступники директора - Борейко Світлана Павлівна, Мазуренок Оксана Романівна, Борищук Ольга Ярославівна.